# The Bullfighter Dies
The Bullfighter Dies è un brano del cantante inglese Morrissey.
Quarto singolo tratto dall'album World Peace Is None of Your Business, The Bullfighter Dies viene pubblicato in versione download digitale il 17 giugno del 2014 dalla Harvest/Capitol. Il brano compare anche come b-side sulla versione 10" di World Peace Is None of Your Business.

## Realizzazione
Scritto assieme al chitarrista Jesse Tobias e prodotto da Joe Chiccarelli, il brano è stato registrato in Francia, negli studi La Fabrique di Saint-Rémy-de-Provence, nel febbraio 2014 e con l'ausilio della band che solitamente accompagna Morrissey nei concerti dal vivo.
Il testo del brano descrive un'ambientazione spagnola ("Mad in Madrid, Ill in Seville, Lonely in Barcelona...Gaga in Málaga, No mercy in Murcia, Mental in Valencia") in cui il protagonista esprime la sua felicità alla notizia che un torero locale è stato ucciso dal toro perché in fondo "tutti noi vogliamo che il toro sopravviva." Da sempre in prima linea in difesa dei diritti degli animali, in The Bullfighter Dies, Morrissey esprime la propria idea in favore dell'abolizione totale della corrida "e dal momento che chi controlla tale barbarie non ha alcun interesse per il benessere del toro, allora posso solo affrontare questa tematica sottolineando come la stragrande maggioranza delle persone non è felice quando alla fine della corrida è il torero a rimanere vivo."

## Tracce
1. The Bullfighter Dies – 2:03

## Formazione
- Morrissey – voce
- Solomon Walker - basso
- Boz Boorer - chitarra
- Jesse Tobias - chitarra
- Matt Walker - batteria
- Gustavo Manzur - tastiere